# ميم (منظمة)
ميم (أو فقط «م» هي مجموعة لبنانية نسوية للسحاقيات والمتحولات جنسيا وثنائيات الجنس تأسست في أغسطس 2007 وكانت بذلك أول منظمة تدافع على حقوق المثليات على الإطلاق تأسست في العالم العربي. الاسم الكامل هو مجموعة مؤازرة للمرأة المثلية. يبلغ عدد أعضاء المنظمة ال200.
تشكلت المجموعة في التداية كفرع لـمنظمة حلم، أول منظمة تدافع عن حقوق المثليين يتم تأسيسها في العالم العربي

## أصل التسمية
اسم «ميم» اختزال ل«مجموعة مؤازرة مثليات الجنسية» (مجموعة دعم للنساء المثليات). في اللغة العربية، تبدو الرسالة هكذا (باللغة العربية م). كما أن حرف «ميم» أول حرف بكلمة مثلية.

## أهدافها
تقدم المجموعة الدعم الاجتماعي، الإرشاد النفسي والدعم القانوني.
الهدف من ميم هو إنشاء مكان آمن في لبنان حيث يمكن لمثليات الجنس التقابل والتحدث ومناقشة مشاكلهم وتبادل الخبرات والعمل على تحسين الوضع بالمنطقة.

## عضوية
الانخراط في الجمعية محصور ل للسحاقيات والمتحولات جنسيا وثنائيات الجنس البنانيات في أي مكان في العالم واللواتي يعيشن في لبنان من أي جنسية.